# Free Bird
Free Bird（フリー・バード）は、New Cinema 蜥蜴の9枚目のシングル。

## 内容
「Ghost Mind」以来、100位以内にランクインしたテレビ東京系「PROJECT ARMS」オープニングテーマ。2枚目のアルバム「Many Elements」と同時発売であるが、本作を収録していない。
『Green Love』同様、表題曲のリミックスを収録している。前奏、間奏を増やし、イメージががらりと変わった曲になっている。

## 収録曲
- 各楽曲とも、作詞:舩木基有 作曲:岩井勇一郎 編曲:New Cinema 蜥蜴

1. Free Bird
2. Days
3. Free Bird(Ver. M.E.S)
4. Free Bird(inst.)